# Могутнє (Пологівський район)
Могу́тнє —  село в Україні, у Молочанській міській громаді Пологівського району Запорізької області. Населення становить 168 осіб. До 2020 орган місцевого самоврядування — Лагідненська сільська рада.

## Географія
Село Могутнє розміщене на лівому березі річки Юшанли, вище за течією на відстані 3 км розташоване село Грушівка, нижче за течією примикає село Лагідне, на протилежному березі - село Розкішне. Річка в цьому місці звивиста, утворює лимани та стариці.

## Історія
- 1922 — дата заснування.
- 12 червня 2020 року, відповідно до Розпорядження Кабінету Міністрів України від № 713-р «Про визначення адміністративних центрів та затвердження територій територіальних громад Запорізької області», увійшло до складу Молочанської міської громади.[1]
- 19 липня 2020 року, в результаті адміністративно-територіальної реформи та ліквідації Токмацького району, селище увійшло до складу Пологівського району.[2]